# Macropanesthia
Macropanesthia es un género de cucarachas de la familia Blaberidae. Fue descrito por Saussure en 1895.

## Especies
- Macropanesthia ferrugineipes (Brunner von Wattenwyl, 1893)
- Macropanesthia heppleorum Walker, Rugg & Rose, 1994
- Macropanesthia intermorpha Rose, Walker & Woodward, 2014
- Macropanesthia kinkuna Walker, Rugg & Rose, 1994
- Macropanesthia kraussiana (Saussure, 1873)
- Macropanesthia lineopunctata Rose, Walker & Woodward, 2014
- Macropanesthia lithgowae Walker, Rugg & Rose, 1994
- Macropanesthia mackerrasae Roth, 1977
- Macropanesthia monteithi Roth, 1977
- Macropanesthia mutica Rose, Walker & Woodward, 2014
- Macropanesthia rhinoceros Saussure, 1895 - type species
- Macropanesthia rothi Walker, Rugg & Rose, 1994
- Macropanesthia saxicola Walker, Rugg & Rose, 1994
- Macropanesthia spuritegmina Rose, Walker & Woodward, 2014